# مهدی هوریار
مهدی هوریار (زادهٔ ‎۱۹ دی ۱۳۲۳) کشتی‌گیر و مربی کشتی اهل ایران بود.
هوریا که در مسابقات وزن ۵۲ کیلوگرم کشتی فرنگی بازی‌های المپیک تابستانی ۱۹۷۲ شرکت کرده در مرحله اول و دوم مقابل کشتی‌گیران بلغارستانی و چکسلواکی ضربه فنی شد و از مسابقات کنار رفت.